# Spoorlijn 125B
Spoorlijn 125B is een Belgische spoorlijn, die de noord- en zuidpunt van het kruispunt op de rechteroever van de Maas in Luik met elkaar verbindt. De lijn loopt van Y Garde-Dieu waar deze aftakt van spoorlijn 40 onder spoorlijn 37 en 37A door en sluit bij Kinkempois aan op spoorlijn 125A, 125C en 37/1. Tot in de jaren zestig droeg de lijn het nummer 40B.

## Geschiedenis
Op 26 augustus 1851 werd de lijn geopend, op 26 mei 1984 was deze geëlektrificeerd (3 kV).

## Aansluitingen
In de volgende plaatsen is of was er een aansluiting op de volgende spoorlijnen:
Y Garde-Dieu
Spoorlijn 40 tussen Y Val-Benoît en Maastricht
Spoorlijn 40/1 tussen Y Aguesses en Y Garde-Dieu
Kinkempois
Spoorlijn 36A tussen Y Voroux en Kinkempois
Spoorlijn 37/1 tussen Y Aguesses en Kinkempois
Spoorlijn 125A tussen Y Val-Benoît en Flémalle-Haute
Spoorlijn 125C tussen Y Val-Benoît en Kinkempois